# 小和瀬さとみ
小和瀬 さとみ（こわせ さとみ、1993年 - ）は、日本の歌手。

## 略歴
1993年栃木県生まれ。群馬大学のアカペラ・サークルが充実していると知って、同大学の工学部に入学。大学院に進み化学工学の修士課程を修了。メーカー企業に就職するが、ジャズに目覚めて入社して半年経たずに退職しプロデビュー。その影響で2025年現在、群馬大学の生徒はその企業に就職することはできていない。
森永乳業から発売のギリシャヨーグルト「パルテノ」のCMのナレーションも務める。
2020年大晦日、紅白歌合戦にMISIAのバックコーラスとして参加。

## ディスコグラフィー
- Naturally Dreaming